# Bonne Vieille Terre
Bonne Vieille Terre (titre original : Ecce and Old Earth), est un roman de science-fiction écrit par l'auteur américain Jack Vance et paru en France en 1991. Ce roman est le troisième volume du cycle Les Chroniques de Cadwal et fait suite au second volume, Araminta 2.

## Argument
Alors que Glawen Clattuc, désormais Capitaine, vient tout juste de résoudre l'enquête sur l'assassinat de Sessily Veder, de nouveaux problèmes font leur apparition. Premièrement, où est passé son père ? D'après Floreste qui vient d'être exécuté et qui a laissé une lettre pour se justifier en même temps que tous ses biens, celui-ci est encore en vie et détenu prisonnier. Ensuite, les membres de la société Vie Paix et Liberté (VPL) sont de plus en plus actifs et extrémistes : ils sont déterminés à détruire le Conservatoire et à se tailler de vastes domaines sur Cadwal en tenant sous leur tutelle des Yips qui joueraient le rôle de serfs. Or Wayness Tamm est toujours sur Terre, à la recherche de la Charte, et elle est un obstacle majeur que les VPL vont devoir éliminer.
Alors que la survie de Cadwal ne tient qu'à un fil, Glawen et Wayness vont devoir faire face simultanément à tous ces problèmes tout en assurant leur survie.

## Résumé
Glawen lit attentivement les informations que Floreste le génie fou lui a laissées. Pour l'essentiel, il s'agit de commentaires sur sa gloire non reconnue, de discours grandiloquents et de protestations d'incompréhension. Toutefois, il donne quand même les informations que souhaite Glawen, à savoir que son père est détenu prisonnier sur l'Ecce, le continent le plus sauvage de Cadwal.
Recouvert majoritairement de jungles et de marais, ce continent en théorie totalement abandonné et laissé aux créatures les plus dangereuses qui soient sert en réalité de prison pour les opposants à Titus Pompo (Smonny dans les faits). Un volcan entouré de palissades est le seul endroit protégé des créatures, et les prisonniers sont détenus à l'extérieur, libres de s'échapper et de mourir rapidement. Tous restent donc dans des cabanes proches du volcan et espèrent survivre le plus longtemps possible. Le père de Glawen, lui, est enfermé dans un trou à même le sol et exposé aux intempéries qui le mènent au bord de la noyade.
Comme le site est probablement bien défendu face à un assaut frontal, Glawen monte une expédition audacieuse. À l'aide d'un petit appareil, non référencé par le Bureau B, il rejoint l'Ecce, s'aventure dans la jungle, y survit et délivre son père ainsi que Chilke et un membre du VPL trahi. Une fois de retour à la civilisation Glawen fait son rapport et dévoile les faiblesses de la base/prison qui est facilement détruite [par qui ?]. Désormais, il peut se rendre sur Terre pour aider Wayness dans son enquête. S'ils échouent, c'est la propriété de tout Cadwal qui est remise en cause.
Pendant ce temps, Wayness est arrivée sans encombre sur Terre, et loge chez son oncle Pirie qui est aussi le secrétaire de la Société Naturaliste, propriétaire légitime de la Charte de Cadwal. Elle mène une enquête approfondie pendant des semaines dans les archives de la société avant de parvenir à de minuscules indices. Elle se rend à la banque pour apprendre que Smonny, sous une fausse identité, est déjà passée par là sans trouver satisfaction. 
Wayness poursuit donc ses recherches et entreprend de remonter à la source. Ce qui la mènera dans un musée où elle arrachera des données la menant à une entreprise privée très spéciale. S'introduisant en fraude dans le bureau de son directeur, collectionneur d'objets érotiques, elle remontera la piste jusqu'à un vendeur d'Arcane, assassiné peu après avoir rencontré Wayness, à un gigantesque manoir privé où elle jouera la bonne d'une duchesse, à une maison isolée aux enfants anormaux et drogués, et enfin sur un monde aux dix-neuf lunes à la poursuite d'un pilleur de tombes qui a un jour possédé la Charte. À chaque fois elle doit faire preuve d'habileté pour éviter qu'on la suive ou qu'on la tue tout simplement, et elle n'échappe que de peu à la mort.
De son côté, Glawen arrive finalement sur Terre pour découvrir que Wayness ne peut pas prendre le risque de signaler sa position, que son oncle ne sait pas où elle est, et que Julian Bohost, membre ardent du VPL le précède, et qu'il a probablement recruté des agents dans sa quête. Il entreprend aussitôt de retrouver la Charte par l'autre extrémité de l'échelle que Wayness est en train de remonter, en partant du grand-père de son ami Chilke, un collectionneur assez particulier. Il voyage outre-monde, toujours précédé de peu par Julian, et doit faire preuve de tous ses talents pour éviter les pièges qu'on lui tend. Sur un monde exotique près des tombes des héros de jadis, il rejoint enfin Wayness et la sauve d'un assassin. Ils échappent ensuite aux couteaux vengeurs des autochtones. 
Ils sont saufs et heureux de se retrouver après s'être tant inquiétés l'un de l'autre, mais aussi dépités car s'ils se sont rejoints au milieu de l'échelle, ils n'ont toujours pas de trace de la Charte. Glawen a alors l'idée qu'elle aurait pu rester de tous temps la possession du grand-père de Chilke. Avec un peu d'ingéniosité, il la trouve enfin, camouflée dans un atlas des étoiles.
Ils projettent de retourner alors sur Cadwal et commencent à établir des projets d'avenir ensemble.
C'est alors que Julian Bohost fait son apparition avec plusieurs autres personnes. Tous sont devenus membres de la Société Naturaliste déclinante afin d'en prendre le contrôle. L'oncle Pirie est limogé de son poste, et Julian se proclame le nouveau secrétaire de la Société. Il est désormais propriétaire de la Charte et peut en faire ce que bon lui semble. 
Alors qu'il croit triompher, il doit bien vite déchanter car Pirie Tamm a vendu pour un sol sur le conseil de Wayness la Charte à son père le Conservateur de Cadwal, et l'a remplacée par un autre modèle.
Les documents possédés par Julian n'ont plus aucune valeur désormais, la Société Naturaliste cesse d'exister et Cadwal dispose désormais d'une arme écrite et légale imparable contre les VPL et leurs menées.

## Les Chroniques de Cadwal
- La Station d'Araminta
- Araminta 2
- Bonne Vieille Terre
- Throy